# Метаноємність вугілля
Метаноємність вугілля (рос. метаноемкость угля, англ. methane–bearing capacity of coal; нім. Methangehalt m der Kohle) — кількість газу метану, яка може бути поглинута одиницею об’єму або маси вугілля. При цьому враховується адсорбована, розчинена частина метану, та, що знаходиться у вигляді газової фази у пустотах вугілля. Вимірюється зазвичай в мл (г або м³/т). 